# Nyctimene keasti
Nyctimene keasti là một loài động vật có vú trong họ Dơi quạ, bộ Dơi. Loài này được Kitchener in Kitchener, Packer, & Maryanto miêu tả năm 1993.

## Hình ảnh

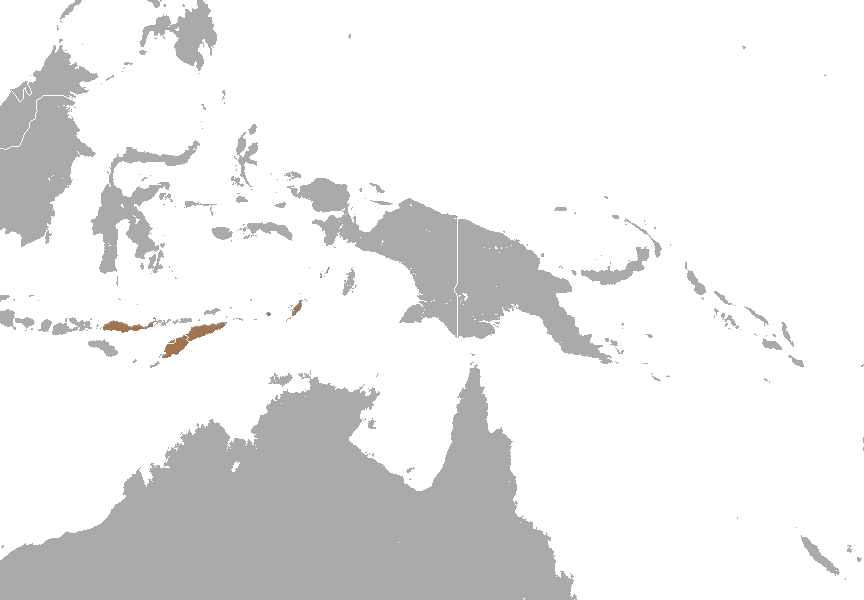